# Їжача голівка вузьколиста
Їжача голівка вузьколиста (Sparganium angustifolium) — вид трав'янистих рослин родини рогозові (Typhaceae). лат. angustifolium — «вузьколистий».

## Опис
Водний багаторічник. Стебла тонкі, зазвичай плавучі, до 2 м довжиною. Листя зазвичай плаває, надуте при основі, плоске дистально, 0.2–0.8 м × 2–5 мм. Суцвіття просте, голови сидячі або стеблові, 1–3 см діам. Як правило, це єдина частина рослини, яка виступає над поверхнею води. Плоди від червоного до коричневого кольору, тьмяні, еліпсоїдальні, 3–7 мм, від звужених на кінці до тих, що з дзьобом; дзьоб прямий, 1.5–2 мм. Насіння 1. 2n=30.

## Поширення
Голарктичний вид з Циркумбореальним розподілом (Гренландія, Канада, США, Європа Азія). Поширений у субокеанічних регіонах і більш рідкісний у континентальних. Обмежується кислими оліготрофними водоймами: озера, ставки, канави і струмки; зростає на глибинах 30–150(-250) см.
В Україні зростає по болотах і озерах — на Закарпатті дуже рідко. Усі види роду утворюють між собою гібриди.

## Галерея

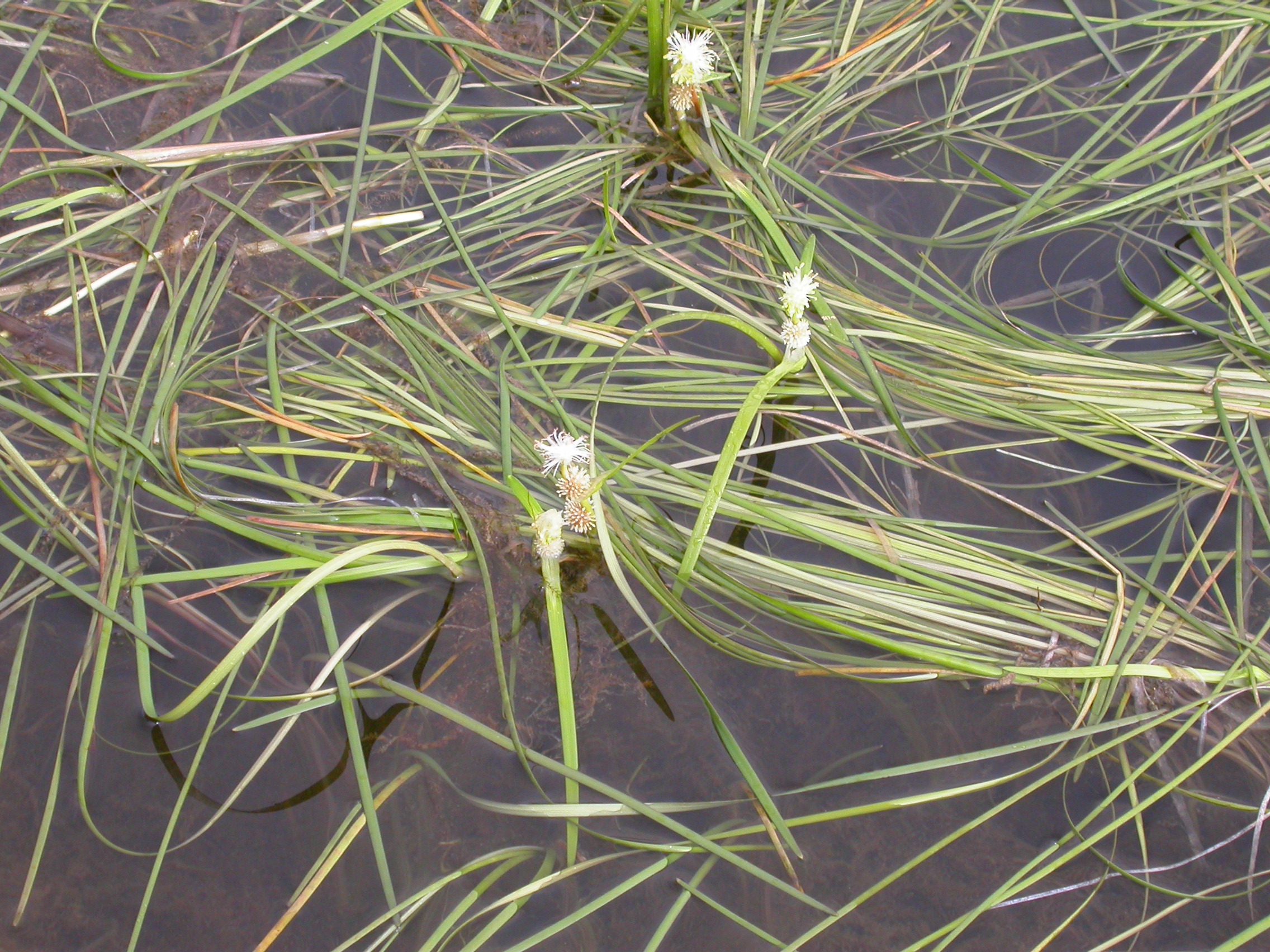
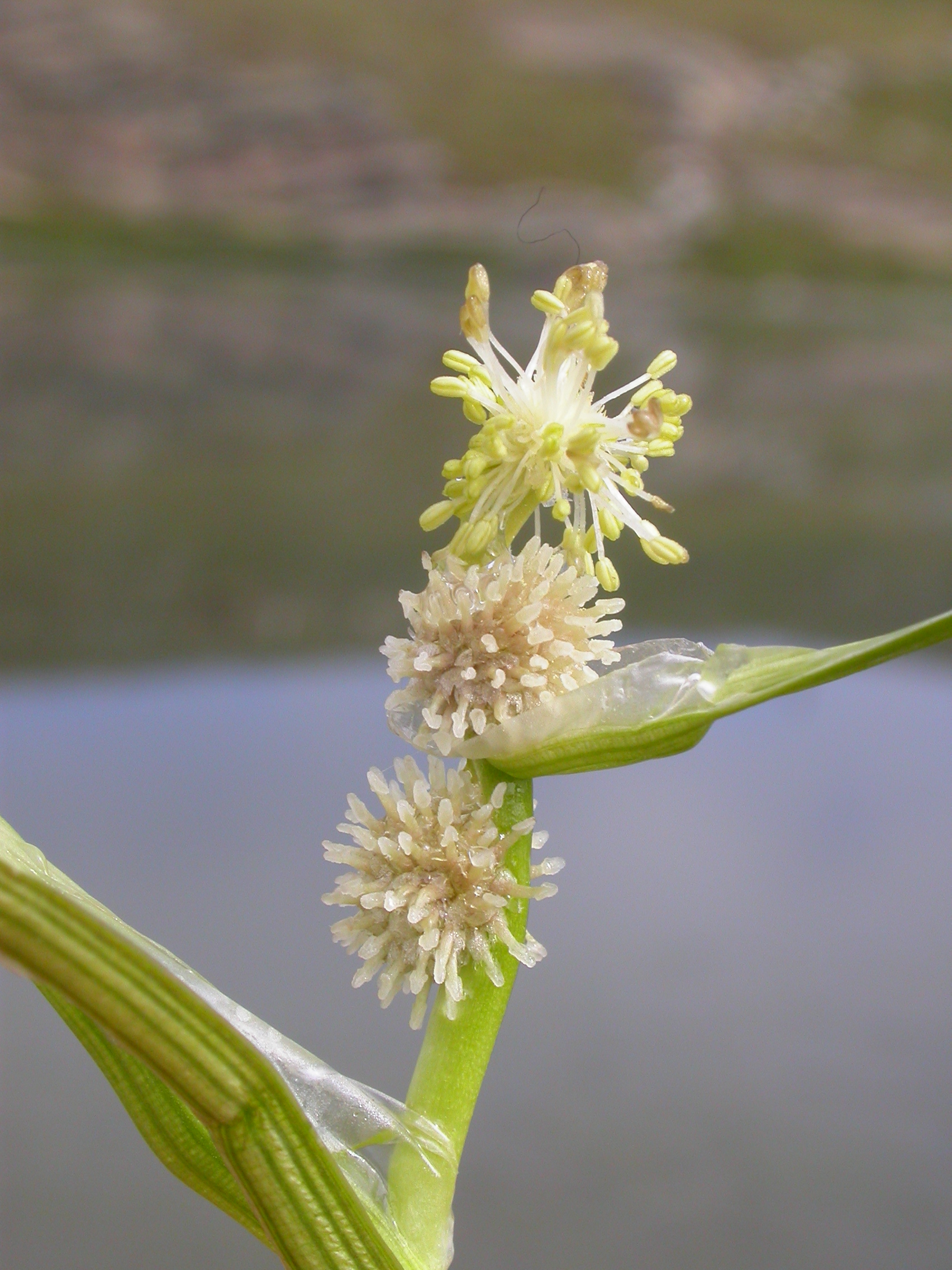
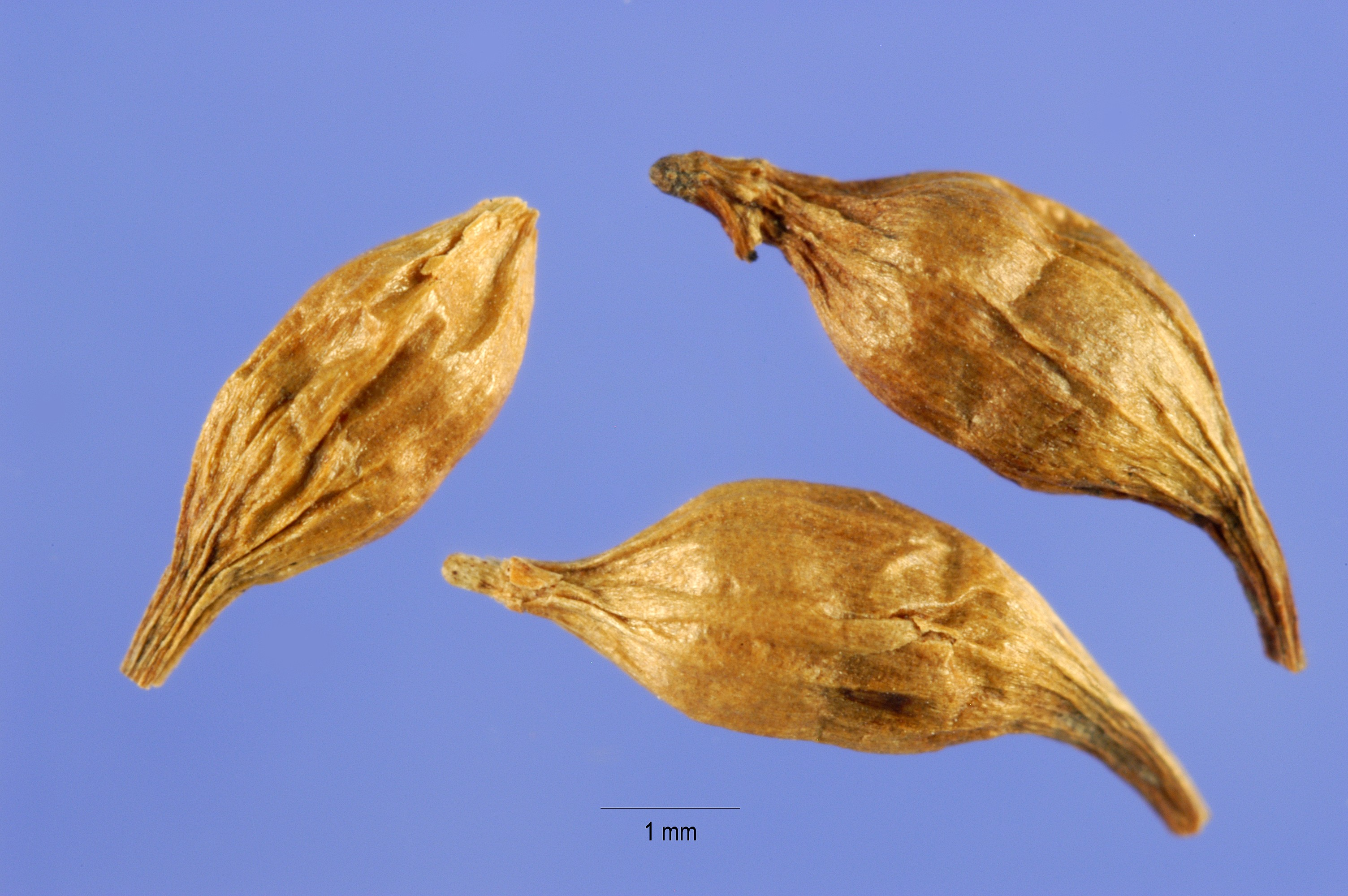